# Punerot
Punerot est une commune française située dans le département des Vosges en région Grand Est.

## Géographie

### Localisation
Le village est situé aux confins nord-ouest du département, voisin de Mont-l'Étroit et d'Autreville, à une altitude moyenne de 295 mètres. 
Deux petits ruisseaux le traversent, le Lindreville et le Rampré, qui se rejoignent pour se diriger vers Ruppes et former la Ruppe.

### Communes limitrophes

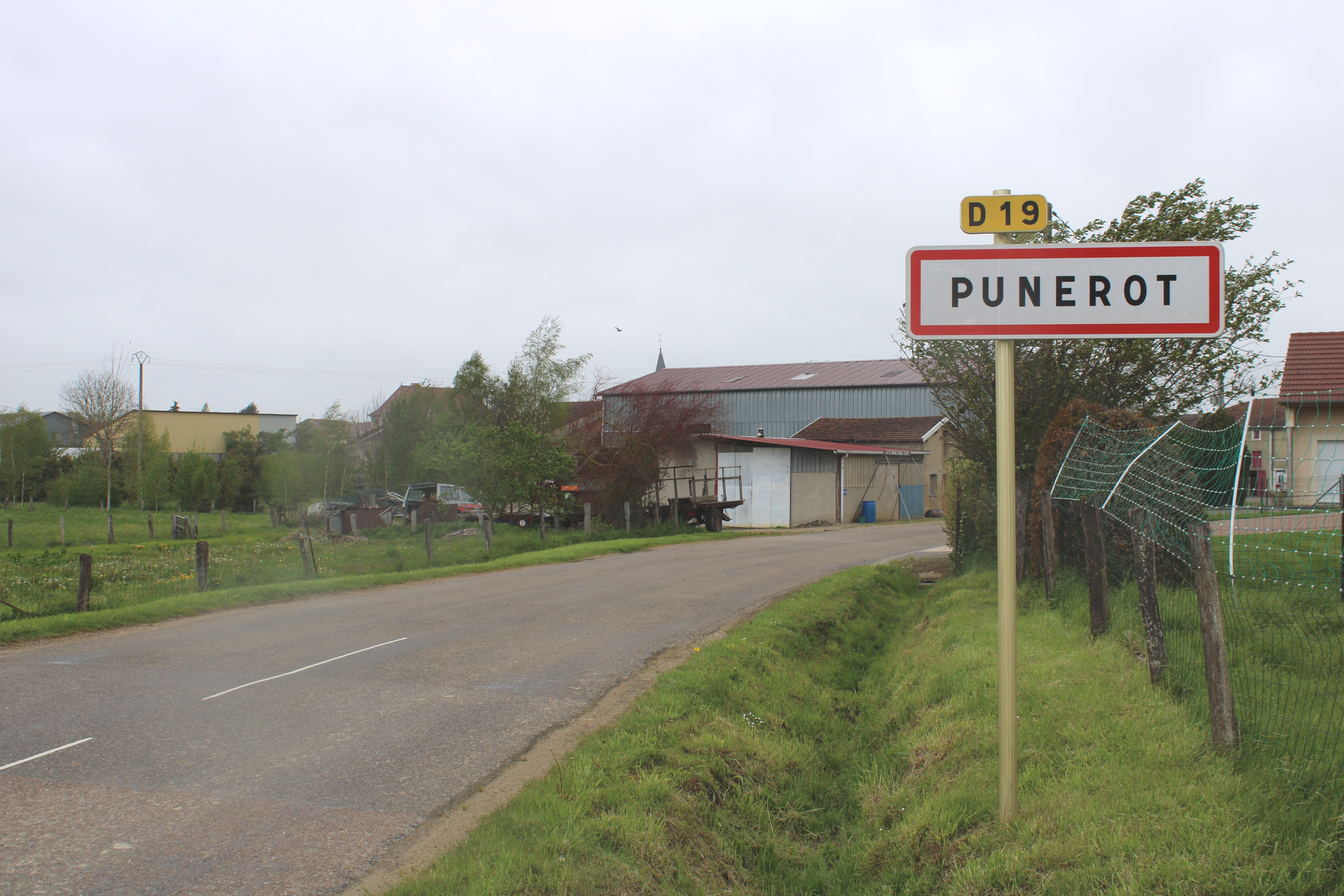
Entrée du village.

### Géologie et relief
La commune se compose de 43,14 hectares de territoires artificialisés (3,12 %), 1 059,28 hectares de territoires agricoles (76,65 %) et 279,79 hectares de forêts et milieux semi-naturels (20,25 %).
Espaces naturels :
- Deux zones naturelles d'intérêt écologique, faunistique et floristique (Znieff) :

Gîtes à chiroptères à Mont-L'Etroit,
Côtes du Toulois.

### Hydrographie et les eaux souterraines
Hydrogéologie et climatologie : Système d’information pour la gestion des eaux souterraines du bassin Rhin-Meuse :
Territoire communal : Occupation du sol (Corinne Land Cover); Cours d'eau (BD Carthage),
Géologie : Carte géologique; Coupes géologiques et techniques,
 Hydrogéologie : Masses d'eau souterraine; BD Lisa; Cartes piézométriques.
La commune est située dans le bassin versant de la Meuse au sein du bassin Rhin-Meuse. Elle est drainée par la ruisseau la Rupe, le fossé de Huville et le fossé de la Craniere,.
La ruisseau la Rupe, d'une longueur totale de 12 km, prend sa source dans la commune d'Autreville et se jette dans la Meuse à Sauvigny, après avoir traversé cinq communes.

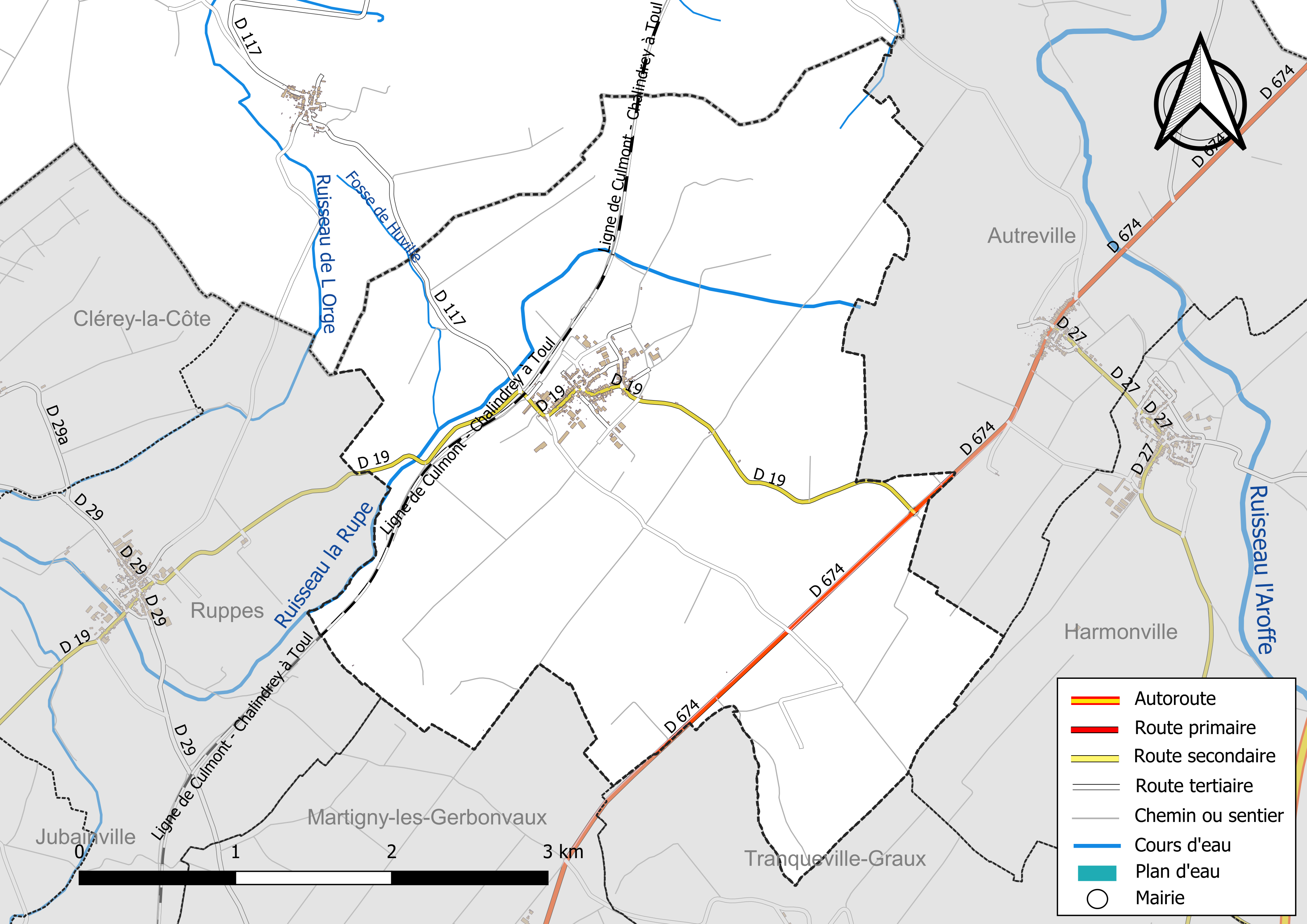
Réseaux hydrographique et routier de Punerot.

La qualité des eaux de baignade et des cours d’eau peut être consultée sur un site dédié géré par les agences de l’eau et l’Agence française pour la biodiversité.

### Climat
Pour des articles plus généraux, voir Climat du Grand Est et Climat des Vosges.
En 2010, le climat de la commune est de type climat de montagne, selon une étude du Centre national de la recherche scientifique s'appuyant sur une série de données couvrant la période 1971-2000. En 2020, Météo-France publie une typologie des climats de la France métropolitaine dans laquelle la commune est exposée à un climat océanique altéré et est dans la région climatique  Lorraine, plateau de Langres, Morvan, caractérisée par un hiver rude (1,5 °C), des vents modérés et des brouillards fréquents en automne et hiver. 
Pour la période 1971-2000, la température annuelle moyenne est de 9,5 °C, avec une amplitude thermique annuelle de 17,1 °C. Le cumul annuel moyen de précipitations est de 941 mm, avec 12,8 jours de précipitations en janvier et 9,3 jours en juillet. Pour la période 1991-2020, la température moyenne annuelle observée sur la station météorologique de Météo-France la plus proche, « Rollainville », sur la commune de Rollainville à 14 km à vol d'oiseau, est de 10,3 °C et le cumul annuel moyen de précipitations est de 860,3 mm. 
La température maximale relevée sur cette station est de 39,6 °C, atteinte le 25 juillet 2019 ; la température minimale est de −18,2 °C, atteinte le 20 décembre 2009,,. 
Les paramètres climatiques de la commune ont été estimés pour le milieu du siècle (2041-2070) selon différents scénarios d'émission de gaz à effet de serre à partir des nouvelles projections climatiques de référence DRIAS-2020. Ils sont consultables sur un site dédié publié par Météo-France en novembre 2022.

## Urbanisme

### Typologie
Au 1er janvier 2024, Punerot est catégorisée commune rurale à habitat dispersé, selon la nouvelle grille communale de densité à sept niveaux définie par l'Insee en 2022.
Elle est située hors unité urbaine et hors attraction des villes,.

### Occupation des sols
L'occupation des sols de la commune, telle qu'elle ressort de la base de données européenne d’occupation biophysique des sols Corine Land Cover (CLC), est marquée par l'importance des territoires agricoles (76,6 % en 2018), une proportion sensiblement équivalente à celle de 1990 (77,3 %). La répartition détaillée en 2018 est la suivante : 
terres arables (42,8 %), prairies (33,9 %), forêts (20,2 %), zones urbanisées (3,1 %). L'évolution de l’occupation des sols de la commune et de ses infrastructures peut être observée sur les différentes représentations cartographiques du territoire : la carte de Cassini (XVIIIe siècle), la carte d'état-major (1820-1866) et les cartes ou photos aériennes de l'IGN pour la période actuelle (1950 à aujourd'hui).

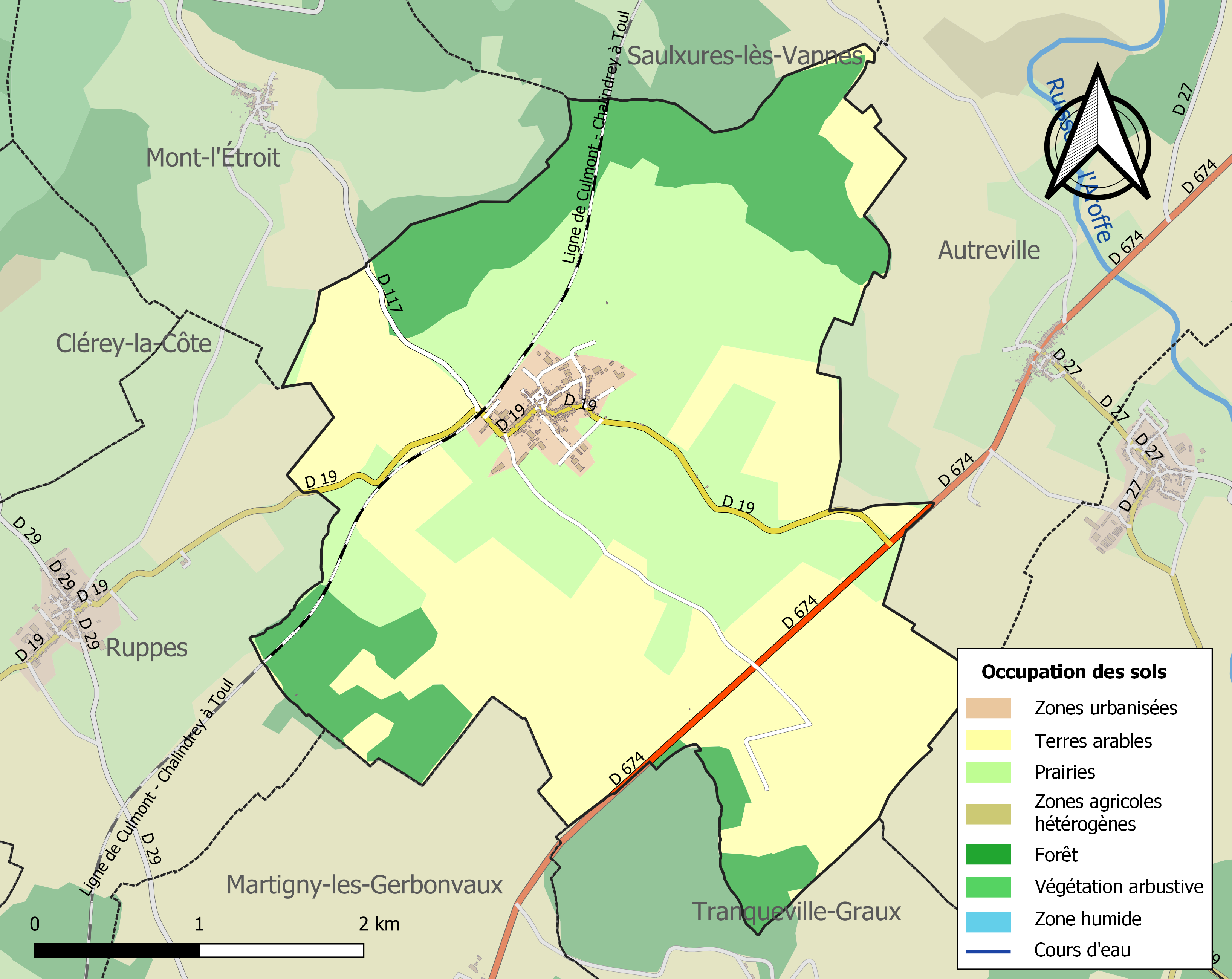
Carte des infrastructures et de l'occupation des sols de la commune en 2018 (CLC).

### Voies de communications et transports

#### Voies routières
- A31 (aussi appelée autoroute de Lorraine-Bourgogne). Échangeurs Colombey-les-Belles, Toul-Valcourt, Châtenois.

#### Transports en commun
- Fluo Grand Est.

#### Lignes SNCF

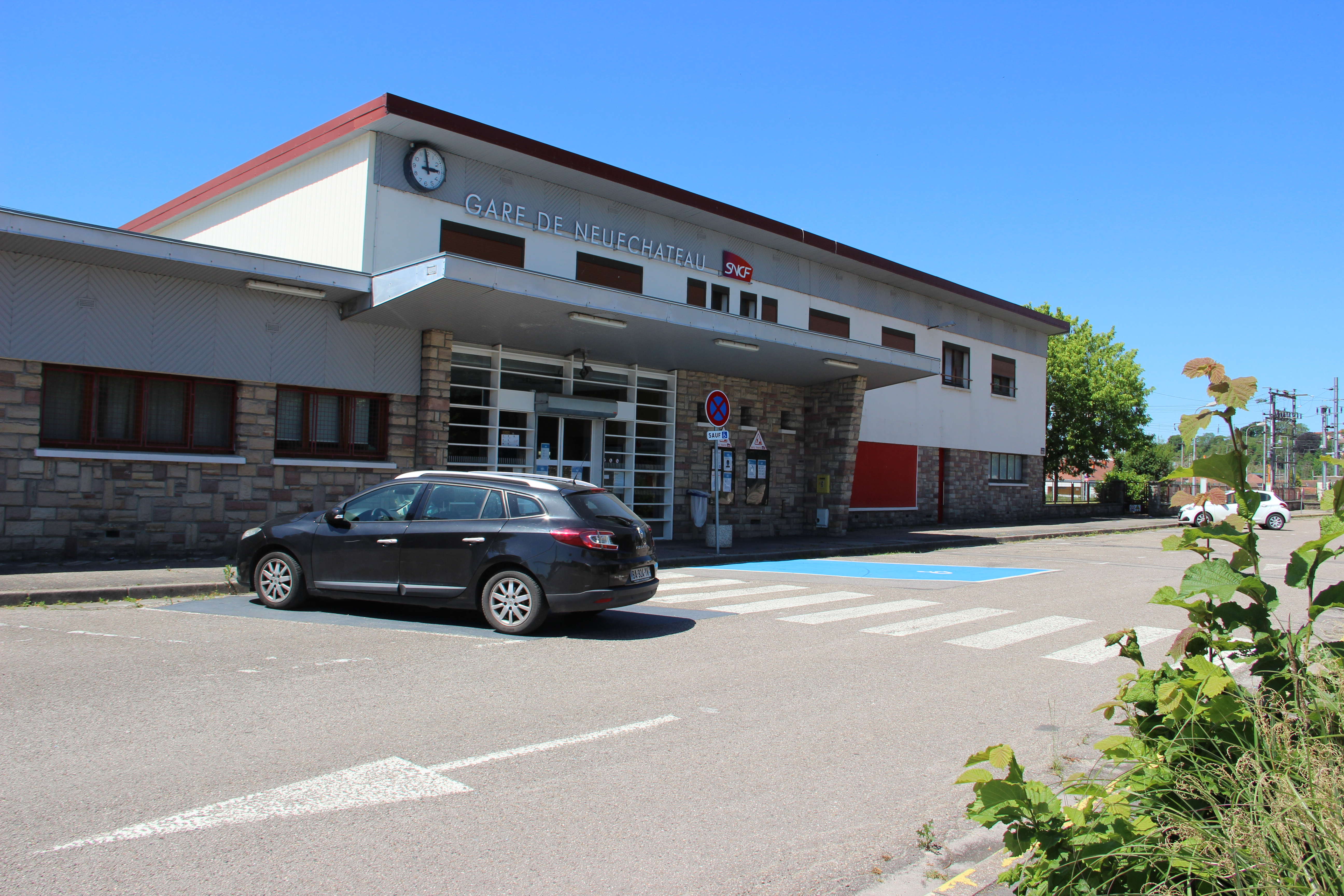
Gare de Neufchâteau.
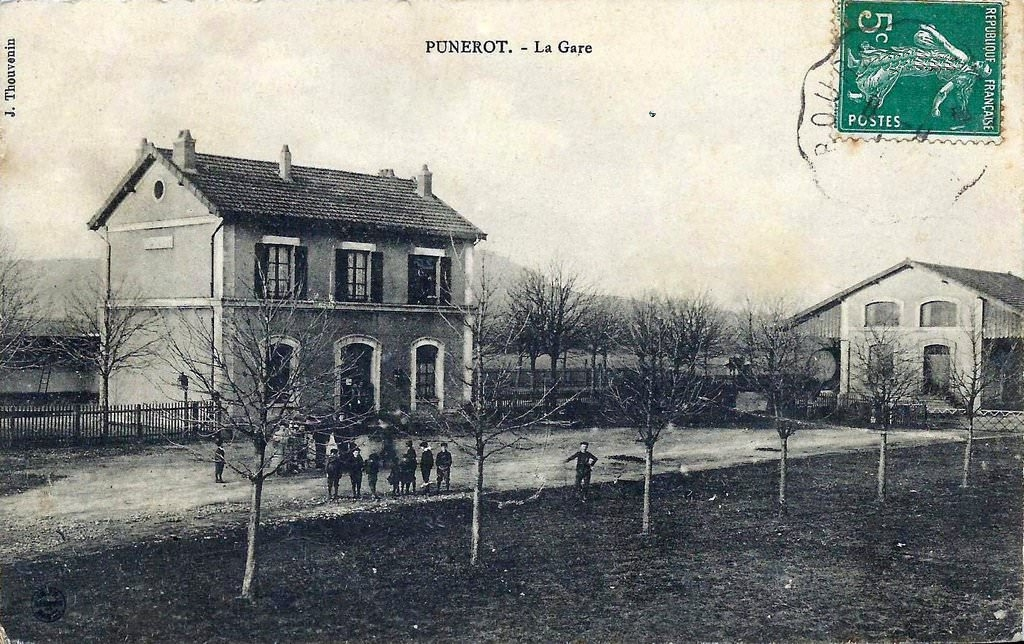
La gare de Punerot en 1910 située sur la ligne de Culmont - Chalindrey à Toul.
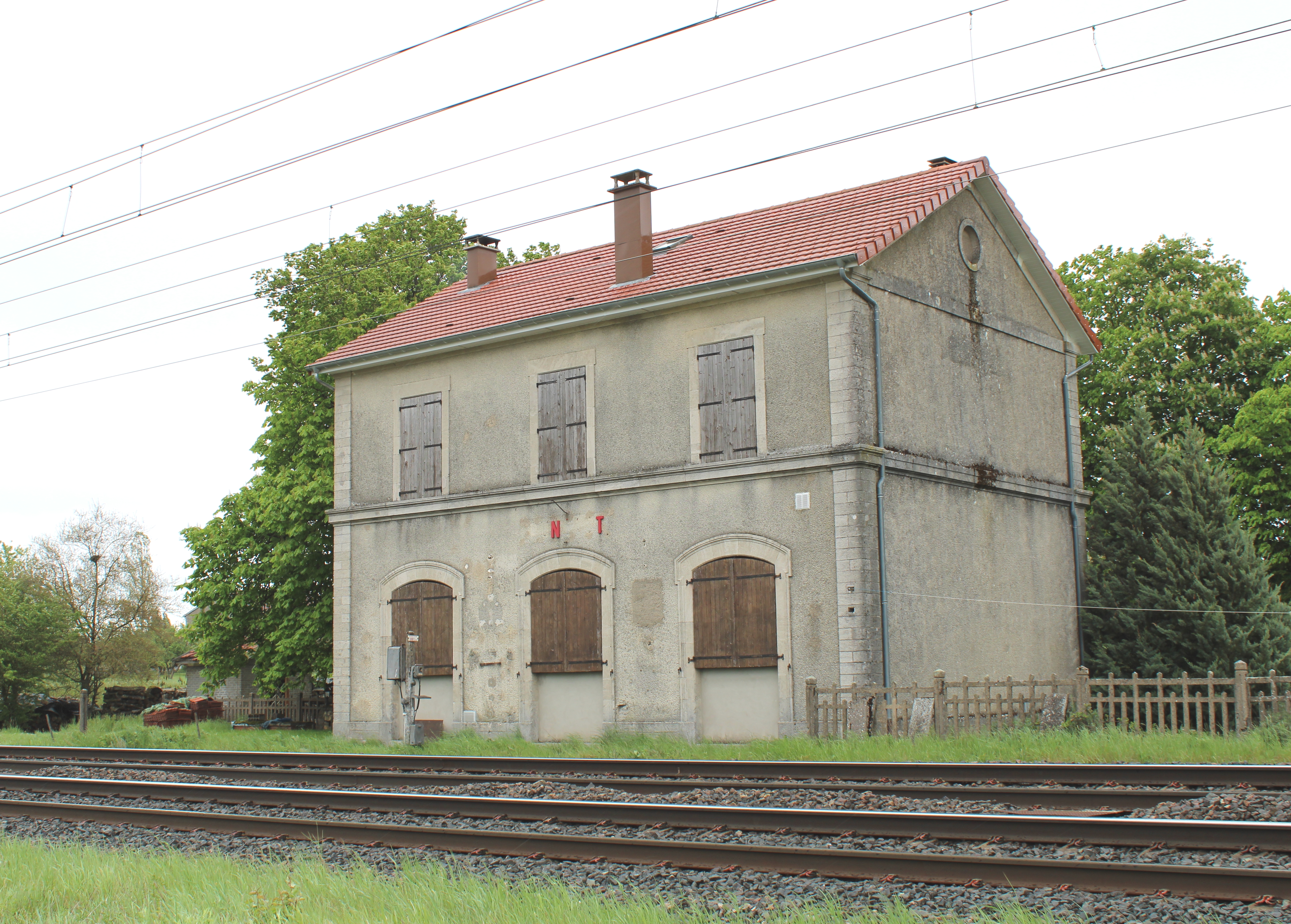
Ancienne gare de Punerot aujourd'hui désaffectée située sur la ligne de Culmont - Chalindrey à Toul.

- Gare de Neufchâteau.
- Gare de Toul.

#### Transports aériens
- L'Aéroport d'Épinal-Mirecourt « Vosges Aéroport ».

À partir de l'été 2021, l’aéroport d’Épinal-Mirecourt est devenu le "pélicandrome" de la Zone Est et servira ainsi de base de ravitaillement et d’intervention pour les avions bombardiers d’eau connus sous le nom de Dash 8.
- Aéroport de Nancy-Essey.

## Toponymie
Le nom de la localité est attesté sous les formes R. de Purnereio (1057) ; W. de Pruneriaco (avant 1087) ; Purneryum (1228) ; Pulneroy (1263) ; Prunelay (vers 1278) ; Pierre de Purneroy (1336) ; Purneroi (1376) ; De Purnereto (1402) ; Pugneroy (1515) ; Pugnerault (1524) ; Pugneray (XVIIe siècle) ; Punerot (1527) ; Purgneroy (1543) ; Puneroye (1575) ; Pune-roy (1592) ; Pugnerot (1601).

Équivalent masculin de l,oïl pruneraie « lieu planté de pruniers ».

## Histoire
La présence de vestiges d’habitations romaines laisse penser que les premières maisons furent construites le long de la Voie Romaine, bien avant les invasions barbares. Le Moyen Âge a laissé quelques traces avec le réemploi de linteaux de fenêtres ou de portes de cette époque dans certaines maisons.
En 1390, le chevalier Pierre de Graux fait construire une chapelle sous l’invocation de saint Nicolas. L’entrée renaissance de l’église date probablement de sa construction au début du XVIe siècle.
Gelée exceptionnelle le 07 octobre 1740, suivie d'une pluie le 16 créant des débordements.
Le hameau de Graux fait partie de la paroisse de Punerot jusqu’à la Révolution. En 1790, Punerot est inclus dans le canton de Ruppes ; il rejoindra en 1801 celui de Coussey.
Le Second Empire voit la réalisation de nombreux travaux : adduction d’eau, caniveaux, cimetière, cloches, etc. Plusieurs grosses maisons de culture sont construites aussi à cette époque.
Le travail de la terre nécessite une main-d’œuvre nombreuse et le village connaît alors son maximum de population.
En 1870, le village est pillé par les troupes prussiennes qui arrivent de Favières et d'Harmonville. Guillaume II, prince héritier de Prusse, y loge avec son régiment de cavalerie.
Le projet de chemin de fer débute en 1885 et se réalisera dans les années suivantes. Une laiterie s’installe et fabrique un fromage appelé le « Punerot ».

## Lieux et monuments

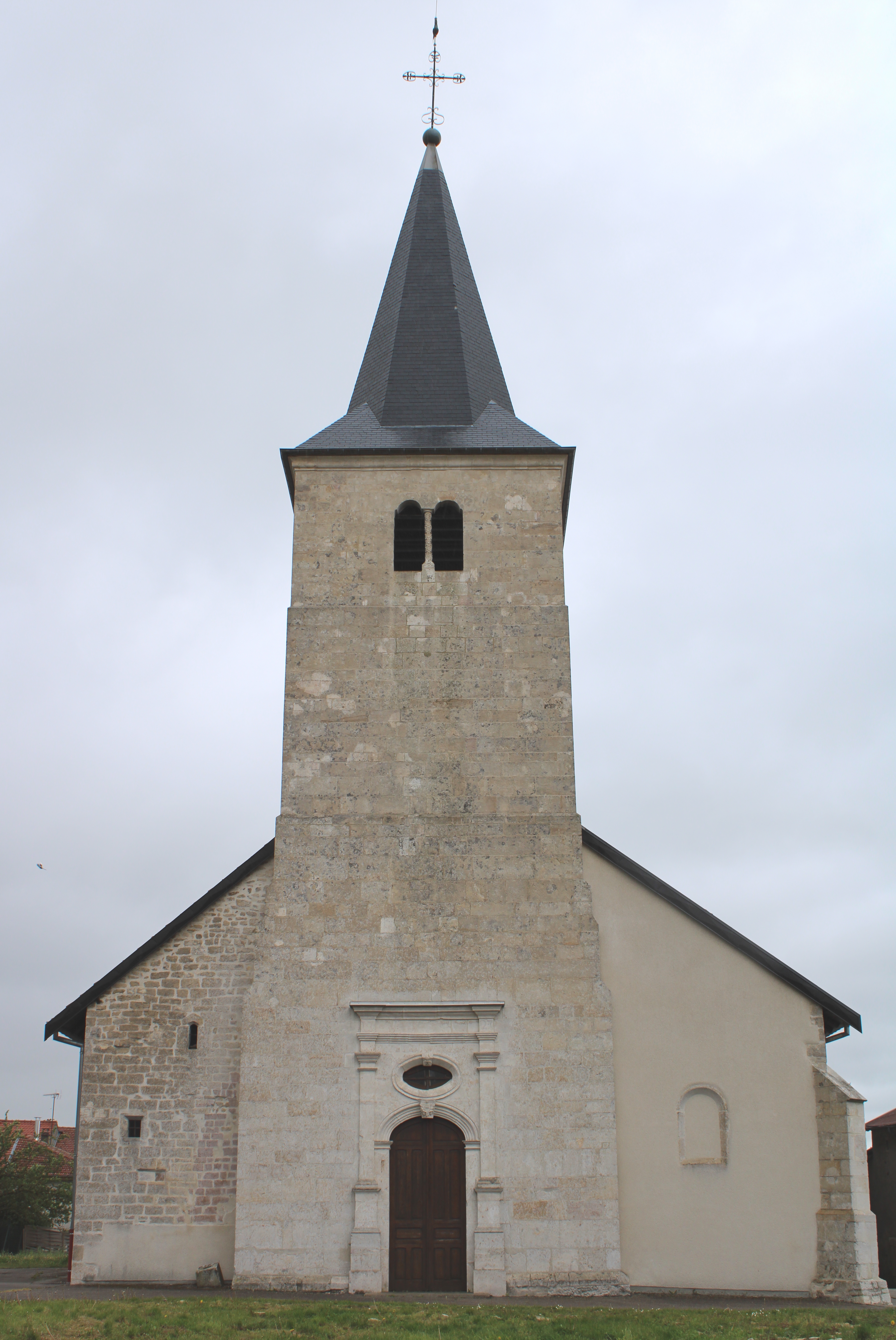
Église Saint-Brice.
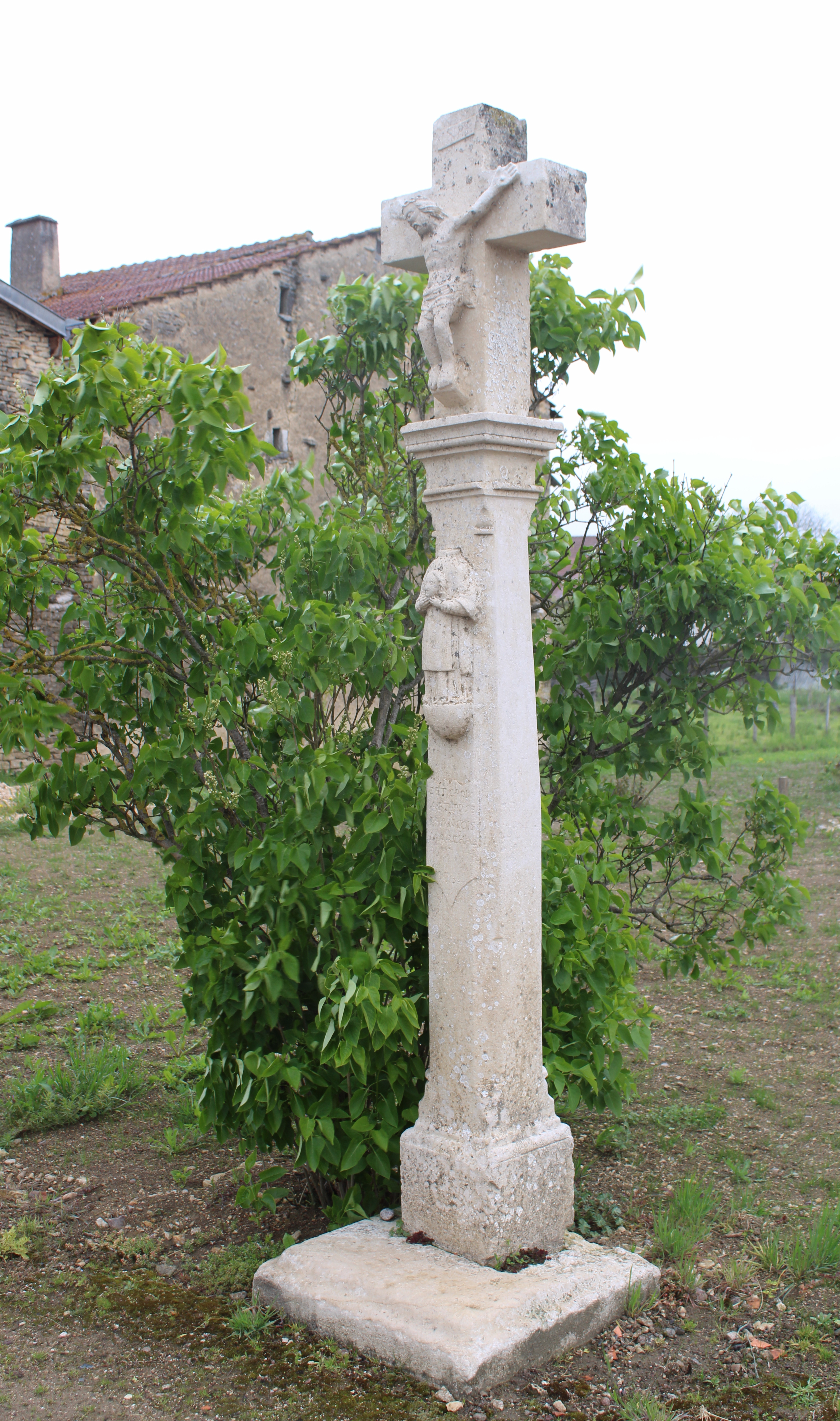
Le calvaire de Saint-Élophe.

- Église Saint-Brice[23],[24].

statue : Christ en croix.
statue : Saint Élophe.
cuve de l'ancienne chaire à prêcher.
- La Croix Marchal (1751)[28], par Olivier Petit, 2012.

et une statuette de Saint-Élophe reposant sur une console et tenant sa tête entre ses mains.
- Le monument aux morts[29] s.

## Politique et administration

### Budget et fiscalité 2023

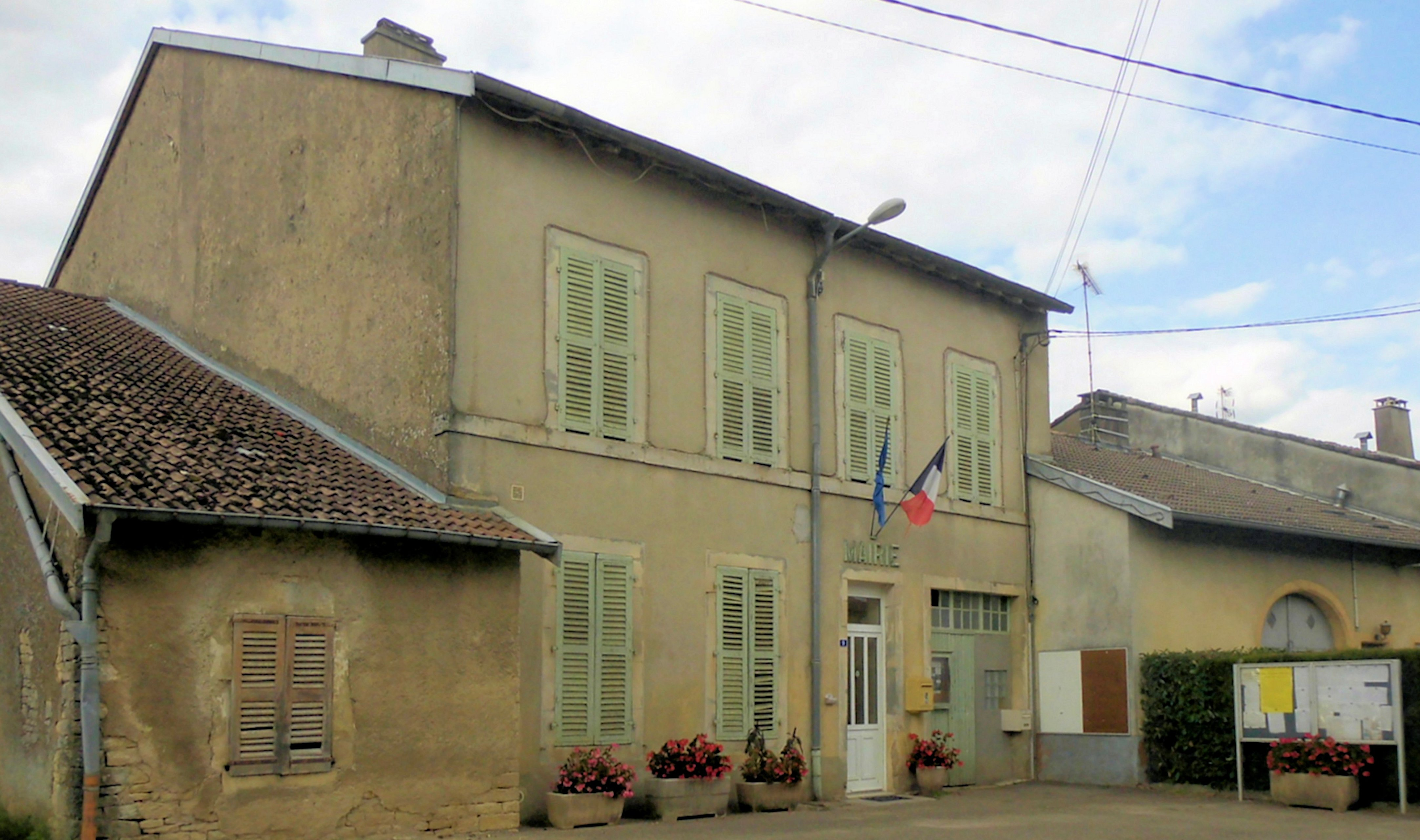
La mairie.

En 2023, le budget de la commune était constitué ainsi :
- total des produits de fonctionnement : 279 000 €, soit 1 764 € par habitant ;
- total des charges de fonctionnement : 154 000 €, soit 972 € par habitant ;
- total des ressources d'investissement : 9 000 €, soit 57 € par habitant ;
- total des emplois d'investissement : 8 000 €, soit 49 € par habitant ;
- endettement : 0 €, soit 0 € par habitant.

Avec les taux de fiscalité suivants :
- taxe d'habitation : 6,73 % ;
- taxe foncière sur les propriétés bâties : 30,84 % ;
- taxe foncière sur les propriétés non bâties : 1,12 % ;
- taxe additionnelle à la taxe foncière sur les propriétés non bâties : 0,00 % ;
- cotisation foncière des entreprises : 0,00 %.

Chiffres clés Revenus et pauvreté des ménages en 2021 : médiane en 2021 du revenu disponible, par unité de consommation 23 870 €.

## Économie

### Entreprises et commerces

#### Commerces
- Commerces et services de proximité[32].

### Liste des maires
| Période                                  | Période   | Identité                | Étiquette | Qualité |
| ---------------------------------------- | --------- | ----------------------- | --------- | ------- |
| Les données manquantes sont à compléter. |           |                         |           |         |
|                                          | mars 2001 | Martial Dumontet        |           |         |
| mars 2001                                | 2020      | Dominique Bouton        |           |         |
| 2020                                     | En cours  | Agathe Tisseron-Chognot |           | [ 33 ]  |

## Population et société

### Démographie

#### Évolution démographique
L'évolution du nombre d'habitants est connue à travers les recensements de la population effectués dans la commune depuis 1793. Pour les communes de moins de 10 000 habitants, une enquête de recensement portant sur toute la population est réalisée tous les cinq ans, les populations de référence des années intermédiaires étant quant à elles estimées par interpolation ou extrapolation. Pour la commune, le premier recensement exhaustif entrant dans le cadre du nouveau dispositif a été réalisé en 2004.

En 2022, la commune comptait 149 habitants, en évolution de −5,7 % par rapport à 2016 (Vosges : −2,96 %, France hors Mayotte : +2,11 %).
| 1793 | 1800 | 1806 | 1821 | 1831 | 1836 | 1841 | 1846 | 1856 |
| ---- | ---- | ---- | ---- | ---- | ---- | ---- | ---- | ---- |
| 459  | 477  | 511  | 517  | 550  | 556  | 550  | 540  | 477  |

| 1861 | 1866 | 1876 | 1881 | 1886 | 1891 | 1896 | 1901 | 1906 |
| ---- | ---- | ---- | ---- | ---- | ---- | ---- | ---- | ---- |
| 458  | 449  | 426  | 420  | 467  | 415  | 404  | 402  | 387  |

| 1911 | 1921 | 1926 | 1931 | 1936 | 1946 | 1954 | 1962 | 1968 |
| ---- | ---- | ---- | ---- | ---- | ---- | ---- | ---- | ---- |
| 353  | 302  | 350  | 284  | 259  | 229  | 226  | 214  | 189  |

| 1975 | 1982 | 1990 | 1999 | 2004 | 2006 | 2009 | 2014 | 2019 |
| ---- | ---- | ---- | ---- | ---- | ---- | ---- | ---- | ---- |
| 163  | 156  | 112  | 136  | 154  | 159  | 187  | 162  | 156  |

| 2022 | - | - | - | - | - | - | - | - |
| ---- | - | - | - | - | - | - | - | - |
| 149  | - | - | - | - | - | - | - | - |

### Enseignement
Établissements d'enseignements :
- Écoles maternelles et primaires à Martigny-les-Gerbonvaux, Vannes-le-Châtel, Colombey-les-Belles, Soulosse-sous-Saint-Élophe,  Maxey-sur-Meuse.
- Collèges à Colombey-les-Belles, Neufchâteau, Vaucouleurs, Châtenois.
- Lycées à  Neufchâteau, Toul.

### Santé
Professionnels et établissements de santé :
- Médecins à Allamps, Sauvigny, Colombey-les-Belles, Coussey, Blénod-lès-Toul, Vicherey, Vaucouleurs, Neufchâteau.
- Pharmacies à Colombey-les-Belles, Coussey, Blénod-lès-Toul, Vicherey, Vaucouleurs, Neufchâteau.
- Hôpitaux à Neufchâteau, Dommartin-lès-Toul, Toul, Neuves-Maisons.

### Cultes
- Paroisse catholique, Paroisse Saint-Nicolas-Sainte-Jeanne-d'Arc[40], Diocèse de Saint-Dié.

## Personnalités liées à la commune
- Charles Nicolas Antoine d’Hennezel de Valleroy[41] : les Hennezel étaient seigneurs de Punerot. Officier d’artillerie, capitaine puis général de brigade, il accompagne Bonaparte en Égypte.
- Médaillés de Sainte-Hélène[42].
- Auguste Hippolyte Martin, lieutenant-colonel[43].

## Pour approfondir